# Euselasia angulata
Euselasia angulata is een vlindersoort uit de familie van de prachtvlinders (Riodinidae), onderfamilie Euselasiinae.
Euselasia angulata werd in 1868 beschreven door H. Bates.